# Tensta socken
Tensta socken i Uppland ingick i Norunda härad, ingår sedan 1971 i Uppsala kommun och motsvarar från 2016 Tensta distrikt.
Socknens areal är 104,55 kvadratkilometer varav 102,60 land. År 2000 fanns här 1 665 invånare.  Tätorten Skyttorp samt kyrkbyn Tensta med sockenkyrkan Tensta kyrka ligger i socknen.   

## Administrativ historik
Tensta socken omtalas första gången i skriftliga handlingar 1292 ('Ecclesie Tensta'). 1889 överfördes Salsta slott till Lena socken. Samtidigt överfördes byarna Knivsta och Kungstomt från Lena till Tensta. Byn Bockbol tillhörde Dannemora jordebokssocken men Tensta kyrksocken, men överfördes i alla avseenden till Tensta 1889. Under medeltiden tillhörde byn Sommaränge Viksta socken, men har från 1500-talet varit delad mellan Viksta och Tensta.
Vid kommunreformen 1862 övergick socknens ansvar för de kyrkliga frågorna till Tensta församling och för de borgerliga frågorna bildades Tensta landskommun. Landskommunen inkorporerades 1952 i Vattholma landskommun som 1971 uppgick i Uppsala kommun.
1 januari 2016 inrättades distriktet Tensta, med samma omfattning som församlingen hade 1999/2000.  
Socknen har tillhört län, fögderier, tingslag och domsagor enligt vad som beskrivs i artikeln Norunda härad. De indelta soldaterna tillhörde Upplands regemente, Uppsala kompani och Livregementets dragonkår, Norra Upplands skvadron.

## Geografi
Tensta socken ligger norr om Uppsala kring Fyrisån, Vattholmaån och Vendelån med Vattholmsåsen löpande utmed Fyrisån. Socknen har odlingsbygd utmed åarna och är i övrigt en skogsbygd.
Följande byar ligger i Tensta socken: Altomta, Backa, Bockbo, Botarby, Bredgården, Brunna, Bräcksta, Dammboda, Fasma, Forsa, Gillingboda, Golvasta, Golvastbo, Gryta, Gunnarsbo, Gustenbo, Gödåker, Holvarby, Husby, Järsta, Karskulla, Kumla, Knivsta, Kungstomt, Källmyra, Labbo, Lagrossla, Onslunda, Råsta, Sandbo, Sommaränge, Spångbo, Säby, Södergärde, Tensta kyrkby, Tuna, Vansta och Åsby.
Större delen av socknens södra delar lydde efter gammalt under Salsta slott, som fram till 1889 hörde till Tensta socken.
Vid Järsta i södra delen spelades filmer om Madicken in på 1970-talet. En av gårdarna där var filmens Junibacken. Gården ligger vid Vendelsån.

## Fornlämningar
Från bronsåldern finns många stensättningar och skärvstenshögar. Från järnåldern finns 45 gravfält, ett känt vid Gödåker. Tio runstenar är funna.

## Namnet
Namnet skrevs 1292 Tensta och kommer från en by. Efterleden är sta(d) ställe och förleden innehåller tenor, '(fisk)mjärde'. Ordet uttalas med kort -e-ljud: [tennsta].

## Kända personer från bygden
- Anders Sparrman
- Thure Annerstedt

### Fotnoter
1. 1 2  Svensk Uppslagsbok andra upplagan 1947–1955: Tensta socken
2. 1 2  Harlén, Hans; Harlén Eivy (2003). Sverige från A till Ö: geografisk-historisk uppslagsbok. Stockholm: Kommentus. Libris 9337075. ISBN 91-7345-139-8
3. ↑  Det medeltida Sverige 1:3 Tiundaland
4. ↑  Administrativ historik för Tensta socken (Klicka på församlingsposten). Källa: Nationella arkivdatabasen, Riksarkivet.
5. 1 2  Sjögren, Otto (1929). Sverige geografisk beskrivning del 1 Stockholms stad, Stockholms, Uppsala och Södermanlands län. Stockholm: Wahlström & Widstrand. Libris 9938
6. 1 2  Nationalencyklopedin
7. ↑  ”Här är Madickens Junibacken - på riktigt”. Sveriges Radio P4 Uppland. 19 augusti 2014. http://sverigesradio.se/sida/artikel.aspx?programid=114&artikel=5941206. Läst 8 oktober 2014.
8. ↑  Fornlämningar, Statens historiska museum: Tensta socken
9. ↑  Fornminnesregistret, Riksantikvarieämbetet: Tensta socken Fornminnen i socknen erhålls på kartan genom att skriva in sockennamn (utan "socken") i "Ange geografiskt område"
10. ↑  Mats Wahlberg, red (2003). Svenskt ortnamnslexikon. Uppsala: Institutet för språk och folkminnen. Libris 8998039. ISBN 91-7229-020-X. https://isof.diva-portal.org/smash/get/diva2:1175717/FULLTEXT02.pdf